# Torkel Mattisson
Torkel Mattisson, född omkring 1620 i Osby socken, död där i november 1676, var en svensk bonde och politiker.
Torkel Mattisson var son till bonden Mattis Jensøn och Arine Torkelsdatter. Han uppfostrades i föräldrahemmet och övertog 1647 efter faderns död skattehemmanet Malshult, som han sedan brukade till sin död. Han blev en av sin orts mest betrodda män och intog en högre social ställning än andra bönder. Att "Torkel i Malshult" blivit hågkommen för eftervärlden beror på hans insats under Karl X Gustavs första danska krig. Då en svensk ryttartrupp i september 1657 återvände från en rekognosceringstur nedåt Göinge, såg den sig på återvägen ställd mellan danska trupper och dansksinnade bondefriskaror och skulle troligen ha tagits till fånga, om inte Torkel Mattisson förmått sina landsmän att ge svenskarna fritt avtåg. Som belöning erhöll han efter fredsslutet och Skånes avträdande till Sverige skattefrihet för sin gård. Om motivet till Torkel Mattissons agerande är inget känt. Han deltog som ledamot av bondeståndet under riksdagarna 1672 och 1675 och är den ende kände Göingeriksdagsmannen under 1600-talet.